# Avrechy
Avrechy ist eine französische Gemeinde mit 1.154 Einwohnern (Stand 1. Januar 2022) im Département Oise in der Region Hauts-de-France. Sie gehört zum Arrondissement Clermont, zur Communauté de communes du Plateau Picard und zum Kanton Saint-Just-en-Chaussée.

## Geographie
Die Gemeinde Avrechy liegt am Flüsschen Arré, das einige Kilometer südlich in die Brèche mündet, 26 Kilometer östlich von Beauvais an der Bahnstrecke nach Saint-Just-en-Chaussée mit einem Haltepunkt. Zu Avrechy gehören die Wohnplätze Bizancourt im Süden, Le Metz und Les Carignons im Norden und Argenlieu im Nordosten.

## Geschichte
Argenlieu besaß ein Herrschaftsschloss, das in der Zeit der Französischen Revolution verschwand, nachdem es einige Zeit als Gefängnis giedient hatte. Avrechy wurde im 14. Jahrhundert mehrmals zerstört. Die Straße von Paris in die Picardie verlief bis zum Beginn des 19. Jahrhunderts im Tal des Arré und wurde erst später auf die Trasse der heutigen D916 verlegt.

## Einwohner
| Jahr                       | 1962 | 1968 | 1975 | 1982 | 1990 | 1999 | 2006 | 2012 | 2021 |
| -------------------------- | ---- | ---- | ---- | ---- | ---- | ---- | ---- | ---- | ---- |
| Einwohner                  | 423  | 493  | 655  | 895  | 1032 | 1060 | 1081 | 1140 | 1162 |
| Quellen: Cassini und INSEE |      |      |      |      |      |      |      |      |      |

## Sehenswürdigkeiten
- in das 12. Jahrhundert zurückreichende, teils spätgotische Kirche Saint-Lucien in Avrechy mit Waltraud von Mons als zweiter Patronin, von denen Reliquien in zwei Schreinen bewahrt werden, seit 1950 als Monument historique klassifiziert[1]
- ehemaliges Schloss von Argenlieu mit zwei erhaltenen Flügeln
- Wasserturm im Ortsteil Argenlieu

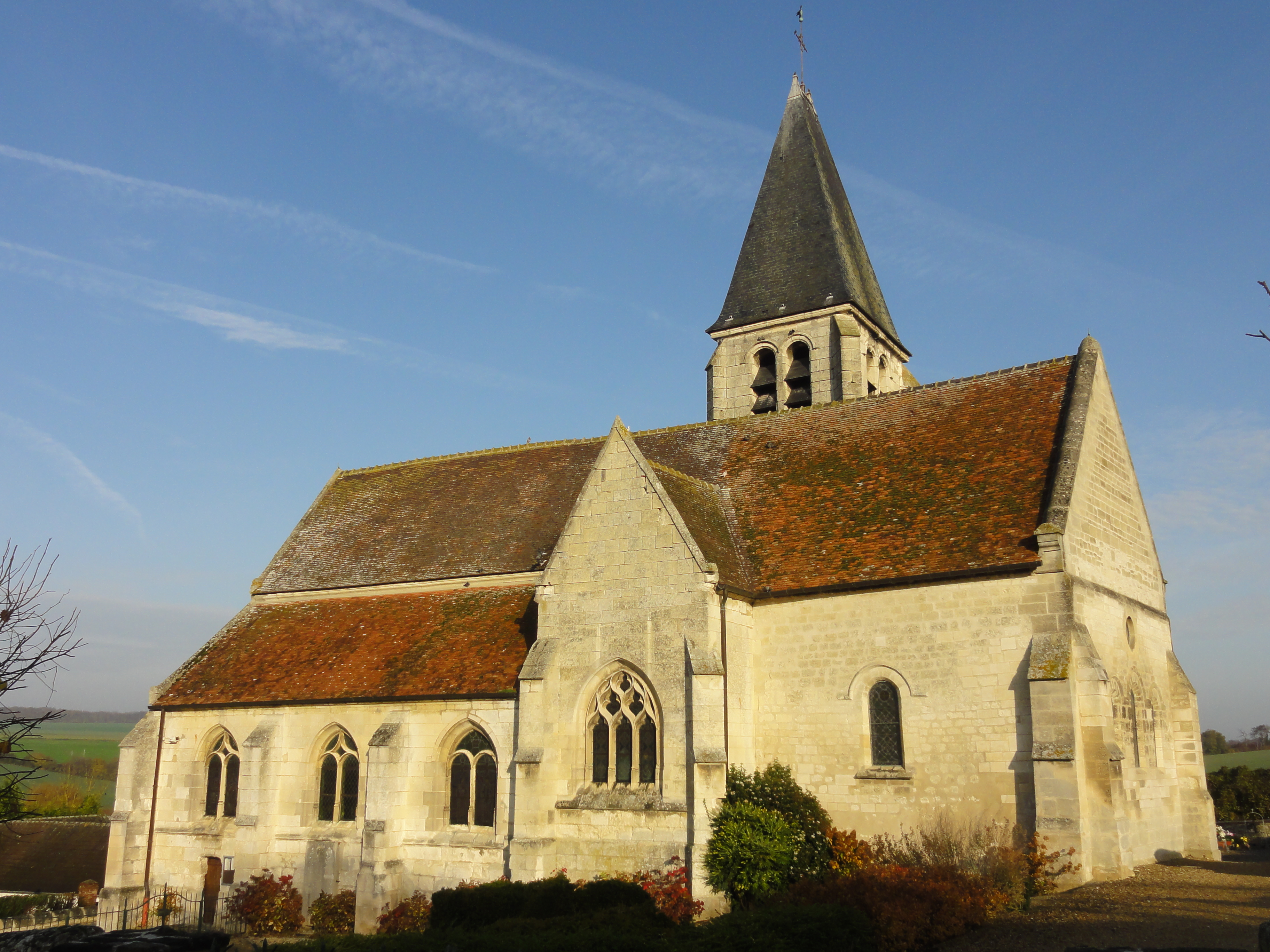
Kirche Saint-Lucien, Ansicht von Südosten
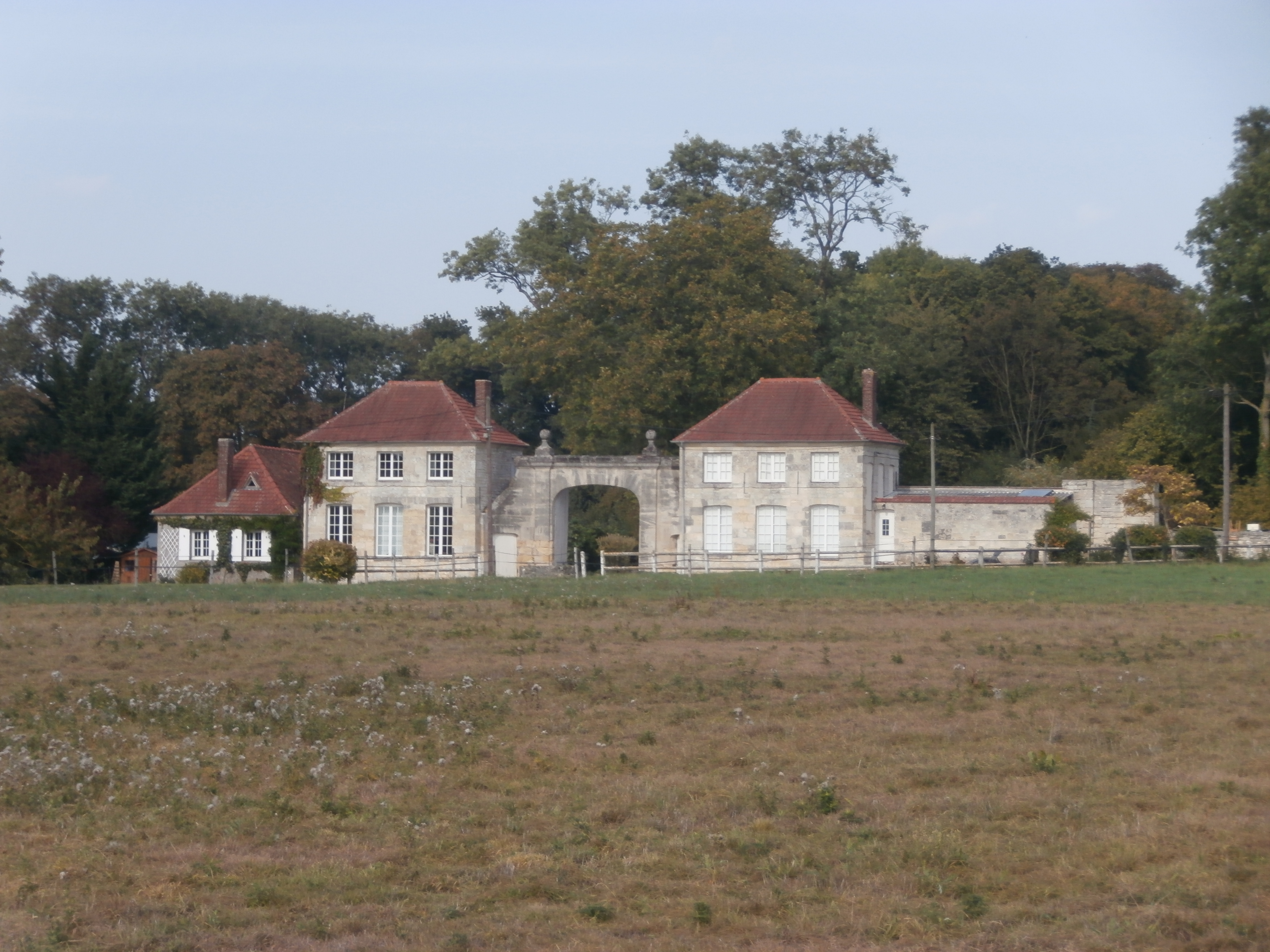
Schloss Argenlieu
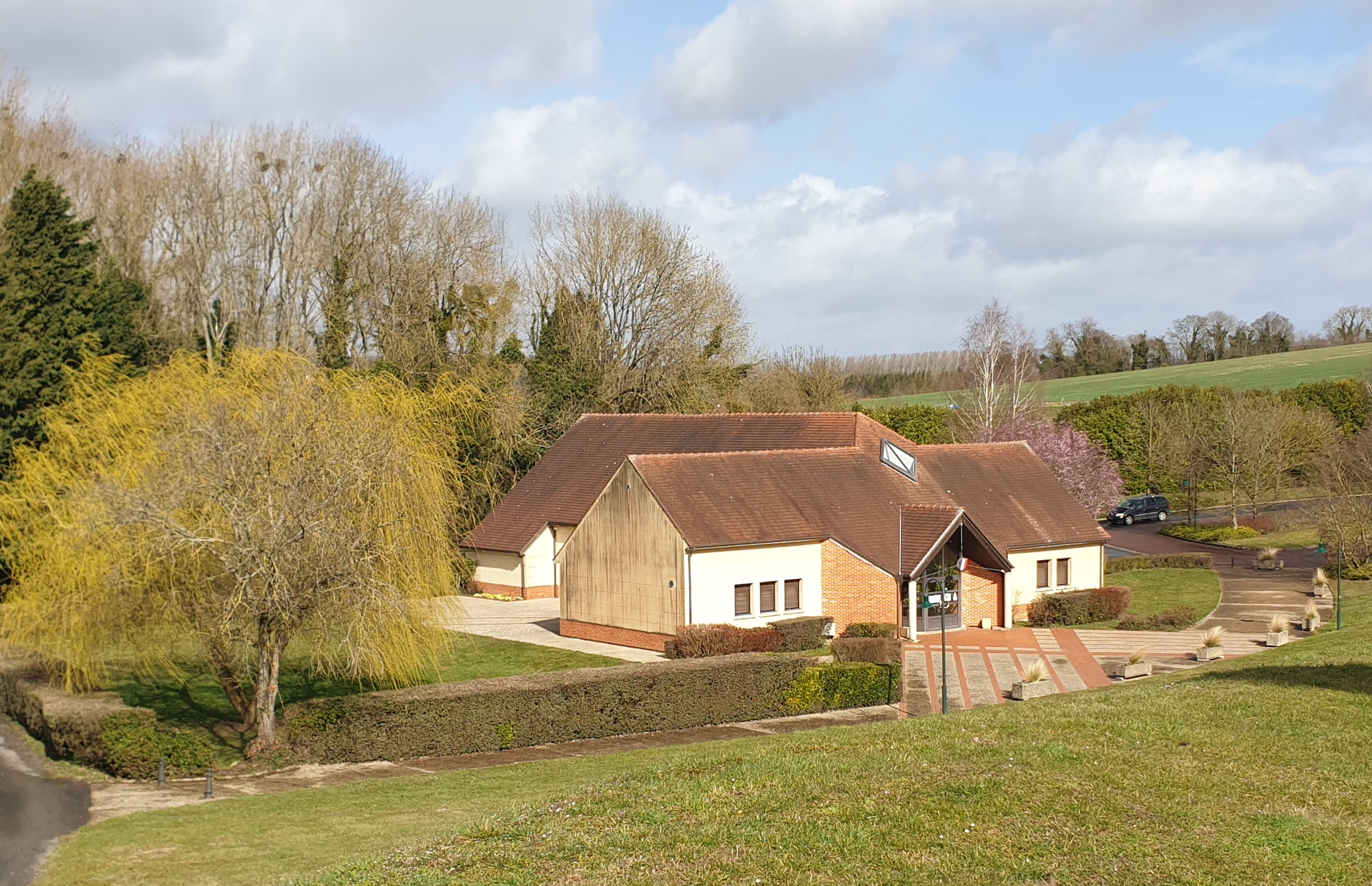
Gemeindefesthalle
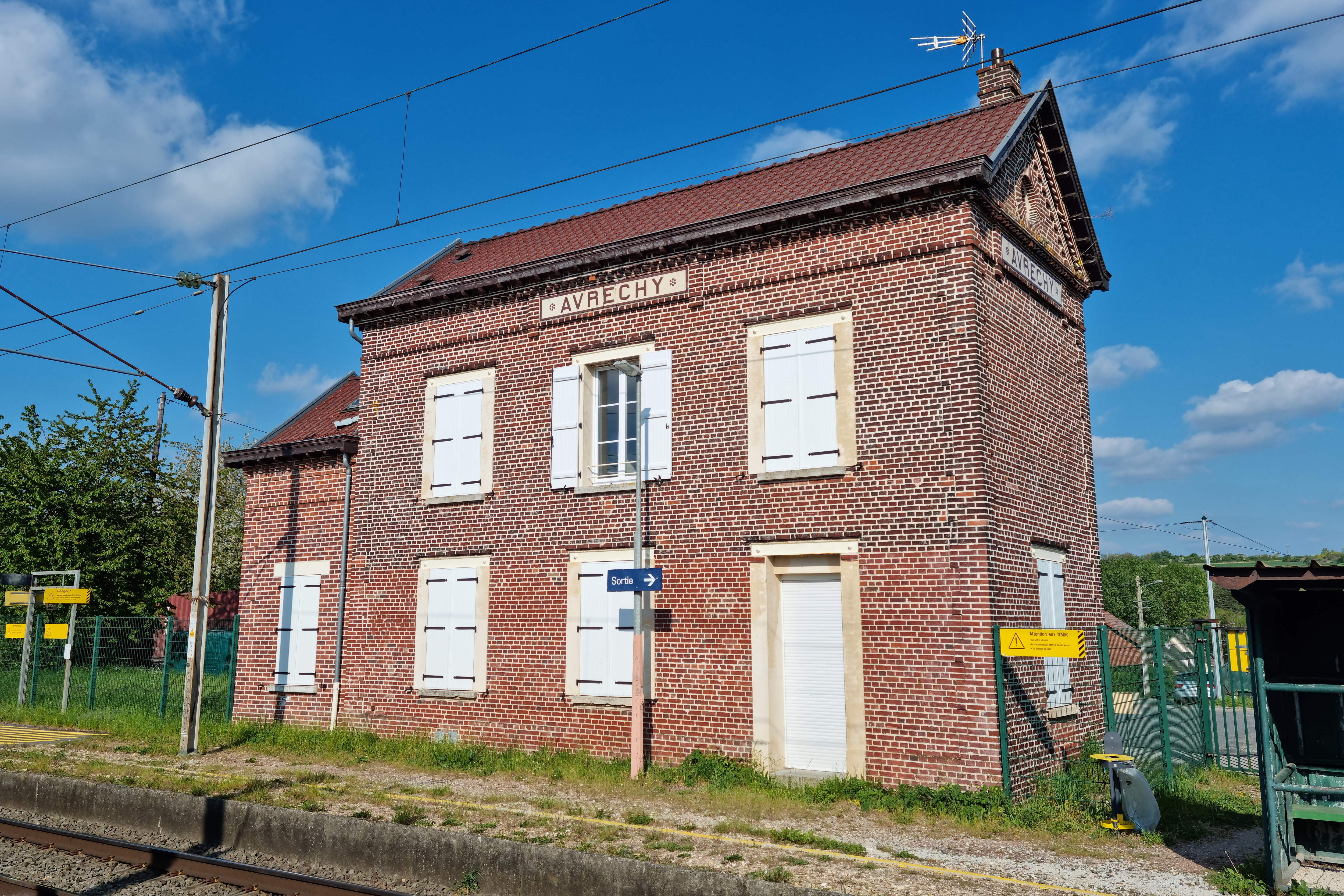
Bahnhalt
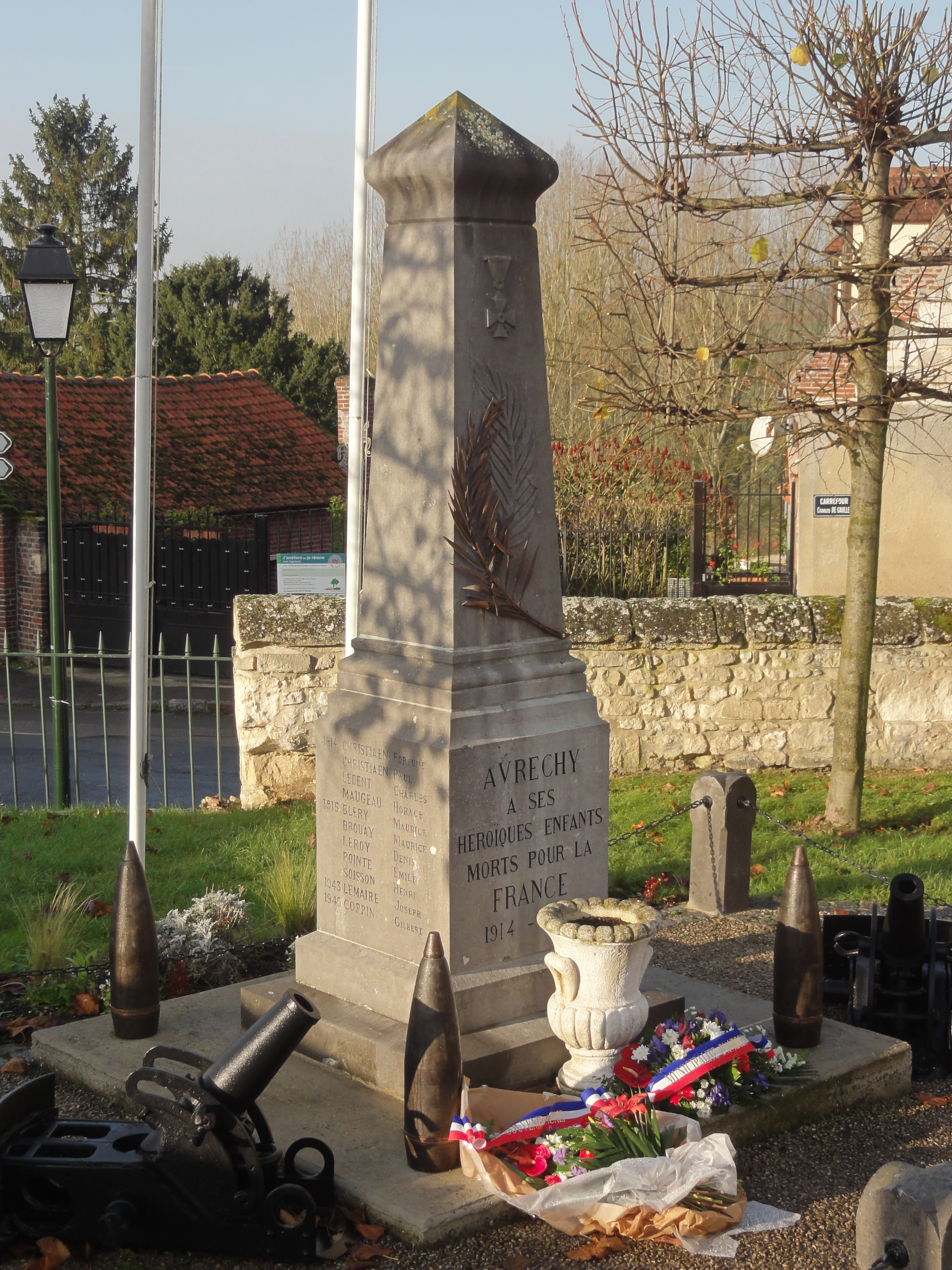
Gefallenendenkmal

## Persönlichkeiten
- Georges Thierry d’Argenlieu (1889–1964), Admiral und Ordenspriester, war hier Schlossherr.